# Kierzkowice (Grande-Pologne)
Pour les articles homonymes, voir Kierzkowice.
Kierzkowice est une localité polonaise de la voïvodie de Grande-Pologne et du powiat de Chodzież.